# Солонецкое муниципальное образование
Солонецкое муниципальное образование — муниципальное образование со статусом сельского поселения в 
Нижнеудинском районе Иркутской области России. Административный центр — поселок Солонцы.

## Демография
По результатам Всероссийской переписи населения 2010 года 
численность населения муниципального образования составила 552 человека, в том числе 266 мужчин и 286  женщин.

## Населенные пункты
В состав муниципального образования входят населенные пункты
- Солонцы
- Кушун
- Чалоты